# بهار (نقاشی)
بهار (انگلیسی: Spring) یک نقاشی رنگ روغن اثر لاورنس آلما-تادما است که در سال ۱۸۹۴ کشیده شده‌است. از سال ۱۹۷۲ این اثر در موزه جی. پال گتی واقع در لس آنجلس، کالیفرنیا قرار دارد. این نقاشی رسم جمع‌آوری گل توسط کودکان در روز مه را به جشنی بهاری در روم باستان (شاید سرئالیا، فلورالیا یا امباروالیا) مرتبط می‌سازد، هرچند جزئیات موجود در اثر با هیچ جشن خاص رومی نمی‌سازند. از بهار برای صحنه ورود پیروزمندانه ژولیوس سزار به روم در فیلم کلئوپاترا الهام گرفته شده‌است.